# Лермонтов, Николай Юрьевич
Николай Юрьевич Лермонтов (17 мая 1867, Алексино — 4 апреля 1949, Уфа) — инженер-архитектор из колотиловской ветви дворянского рода Лермонтовых.
Заслуженный работник архитектуры, заслуженный деятель искусств РСФСР и БАССР, член Союза архитекторов РСФСР и БАССР.

## Биография
Родился в 1867 году в родительской усадьбе Алексино Нольско-Берёзовской волости Солигаличского уезда Костромской губернии.
Воспитывался в Костромском реальном училище. В 1887—1892 годах учился в Санкт-Петербургском институте гражданских инженеров на техника-строителя, который окончил в чине гражданского инженера X класса.
В 1892 году был определён в Калугу в земскую управу на должность младшего инженера при губернском строительном отделении. В 1894 году стал губернским инженером: осматривал здания, определял необходимый ремонт и составлял на него сметы, наблюдал за ходом новых построек.
В 1899 году вместе с женой и тремя детьми переехал в Ярославль, где начал работу в должности инженера губернского земства. Подготовил альбом типовых проектов школьных зданий для Ярославской губернии с подробной разработкой деталей, сметными расчётами и пояснительной запиской.
С 1901 года действительный член Ярославской губернской учёной архивной комиссии. В 1909 году производил технический осмотр здания Гостиного двора, построенного по проекту архитектора П. Я. Панькова, и составил обмерочные чертежи, после чего ему было поручено подготовить проект перестройки западного фасада Северного корпуса. В 1909 году также работал в составе комиссии по описи церквей Ярославской епархии. В 1911−1912 годах по его проекту было построено здание Рыбинского земства; вёл наблюдение за ремонтом Вознесенской церкви.
В 1913 году в качестве техника-десятника принимал участие в строительстве особняка Н. А. Понизовкина в селе Гузицыно на Волжском заводе (ныне, посёлок Красный Профинтерн, Набережная ул., 2): им были составлены рабочие чертежи, изготовлены рабочие шаблоны.
В 1914 году исполнял обязанности городского архитектора Ростова. Там он осуществлял техническое наблюдение и руководство строительством следующих зданий: родильного приюта, городского училища, пристройки к зданию офицерского собрания, городских скотобоен; вёл капитальный ремонт здания городской управы. По его проекту была построена беседка в городском саду.
Вернувшись в 1915 году в Ярославль, работал над проектами реконструкции и строительства фабрично-заводских зданий, в частности, нового серно-кислотного корпуса и шестиэтажного дома из красного кирпича специально для рабочих «Товарищество Никиты Понизовкина и сыновья» (ныне посёлок Красный Профинтерн, Набережная ул., 17). В 1916 году вёл строительные работы на свинцово-белильном заводе А. Ф. Вахрамеева. В 1916−1924 годах по его проекту была построена Ярославская городская синагога (ул. Чайковского, 54).
Многие здания Ярославской области в 1920-е годы построены, восстановлены или переоборудованы при его непосредственном участии: им были предложены проекты строительства здания школы садоводства и огородничества, восстановления здания бывшего ресторана «Столбы» под «Дом крестьянина», капитального ремонта и переоборудования завода Вахрамеева под постоянную выставку сельскохозяйственных машин и орудий. С этого времени он начинает проектирование целых комплексов промышленных построек, куда входили здания цехов, складов, жилые дома. Также был одним из организаторов строительных работ по восстановлению зданий, разрушенных во время подавления Ярославского мятежа.
В 1920−1922 годах работал над типовыми проектами картофелехранилищ и складов, по одному из которых был построен картофелессыпной пункт с элеватором и жилыми домами в посёлке Семибратово. Тогда же им был составлен проект торфоподстилочного завода на Вакаревском торфянике.
В 1924−1925 годах были сделаны проекты производственного корпуса на Ярославском гвоздильном заводе и его постройка. По его проектам в Полушкиной роще, на территории предполагаемого к возведению Резино-асбестового комбината, были построены временная электростанция, лесопильный завод, слесарные и столярные мастерские. В 1924−1925 годах на заводе «Победа рабочих» (бывший свинцово-белильный завод наследников Н. А. Вахрамеева) по его проектам велись крупные строительные работы. Уехал из Ярославля в 1929 году.
В 1931 году переехал в Уфу, став главным архитектором «Башгоспроект», а потом и «Башпрогор» (Башкирский государственный трест по проектированию городов), с 1932 по 1941 годы. Он был профессионалом своего дела и умелым организатором архитектурного творчества. Под его руководством выполнялось проектирование жилых домов, общественных зданий, объектов промышленного и коммунального назначения, планирование развития территорий. Одновременно с работой в проектной организации, в 1940-е годы являлся преподавателем Уфимского коммунально-строительного техникума.
При его непосредственном участии был подготовлен проект Дома спиртотреста (ул. Пушкина, 79) и доработан проект Д. М. Ларионова Второго коммунального дома (ул. К. Маркса, 17/19). Помогал В. В. Максимову в создании гостиницы «Башкирия», участвовал в проектировании Дома связи проекта Н. С. Зарубина и И. И. Мироненко, Дома Кооперации (Башпотребсоюза) проекта Б. А. Коршунова (ул. Ленина, 26), в котором при создании архитектор использовал элементы башни, балконов и открытых галерей, применявшиеся им при проектировании особняка Понизовкина в Ярославской губернии ещё в 1913 году.
Автор проекта жилого Дома Наркомфина (ул. Коммунистическая, 36). Под его руководством группой архитекторов спроектирован Дом Старых Большевиков (ул. Коммунистическая, 75). Совместно с инженером В. П. Медведковым спроектирован четырёхэтажный 24-квартирный Дом Геологов организации «Востокнефть».
Являясь членом экспертного совета (а чаще — его председателем), рассматривал проекты многих вновь возводимых и реконструируемых зданий, в частности надстроек зданий Государственного банка (Театральная ул., 3), Губернской мужской гимназии (ул. З. Валиди, 47); Главного корпуса мединститута (ул. Ленина, 3), а также отстаивал ненужность надстройки Аксаковского народного дома (ул. Ленина, 5/1).
В 1945 году за проект двухквартирного жилого дома Лермонтов получил премию от Управления по делам архитектуры при Совнаркоме РСФСР.
В 1947 году (в связи с 80-летием) ему были присвоены звания заслуженного деятеля искусств РСФСР и БАССР. Умер в 1949 году. Похоронен на Сергиевском кладбище.

## Творческое наследие
Созданные Лермонтовым здания украшают Ярославль, Ростов и особенно Уфу. Архитектор за свою жизнь выполнил 29 проектов общественных зданий, 54 проекта жилых домов, 16 — учебных заведений, 18 — больниц, 33 — сооружений промышленного назначения. Он внёс вклад в становление института «Башкиргражданпроект», стоял у истоков создания Башкирского отделения Союза архитекторов. По заданию Башкирского республиканского отделения Союза архитекторов, вместе с архитектором М. Н. Сахаутдиновой, написал книгу об архитектурных памятниках и истории застройки Уфы.

## Публикации
1. Несколько слов о положении гражданского инженера в провинции. № 1-2. Январь-апрель. 1903.
2. Некоторые конструктивные особенности в постройках психиатрических лечебниц. Известия Общества гражданских инженеров. № 1-2. 1905.
3. Несколько слов об огнеупорных постройках в селениях. Известия Общества гражданских инженеров. № 1—2. 1905.
4. Город Уфа. Архитектура городов СССР. Лермонтов Н. Ю., Сахаутдинова М. Н. Москва. 1948.